# Eugenio Bertini
Eugenio Bertini (1846-1933) va ser un matemàtic italià, conegut pels seus treballs en geometria algebraica.

## Vida i Obra
Bertini era fill d'un tipògraf amb no gaire recursos, però amb l'ajuda d'una beca va poder arribar a fer estudis universitaris a la universitat de Bolonya a partir de 1863. La seva intenció era fer una enginyeria, però les classes de Luigi Cremona el van orientar cap a les matemàtiques. Seguint les recomanacions de Cremona, Bertini va acabar els seus estudis a la universitat de Pisa i, sota la direcció d'Enrico Betti i Ulisse Dini, es va graduar el 1867. L'any següent va obtenir el títol de professor de la Scuola Normale Superiore de Pisa.
El curs següent, mentre feia de professor al Liceo Parini de Milà, va assistir a un curs de la universitat sobre integrals abelianes dirigit per Francesco Brioschi i Felice Casorati que el va portar a publicar el 1869 una de les primeres i més senzilles demostracions de la invariància del genus d'una corba sota correspondència birracional, cosa que li va aportar certa fama.
El 1873 va estar a Roma fent de professor al Liceo Visconti i també donant classes de geometria projectiva a la universitat. El 1875 va guanyar la càtedra de geometria avançada de la universitat de Pisa. El 1880 va intercanviar la càtedra amb la de Pavia que tenia Riccardo de Paolis, per poder estar amb els seus col·legues Eugenio Beltrami i Felice Casorati, però en mori aquest últim el 1890, va retornar a Pisa, on va romandre la resta de la seva carrera. Es va retirar el 1921.
Les seves classes van ser editades pel seu deixeble Gaetano Scorza el 1907 amb el títol de Introduzione alla Geometria Proiettiva i es van reeditar el 1923. El llibre conté tots els resultats essencials sobre varietats projectives que s'havien obtingut en les dècades recents.